# بربل ريفي
بربل ريفي (الاسم العلمي: Luciobarbus rifensis) هو نوعٌ من أسماك الشبوطيات المُستوطنة في شمال المغرب وُجد في واد لوكوس.